# Neprofitna organizacija
Neprofitna organizacija ali nepridobitna organizacija je organizacija, katere primarni cilj je zagotavljanje storitev, ki so v širšem družbenem interesu. Glavna značilnost neprofitne organizacije je, da ustvarjeni dobiček nameni za razširitev, rast in razvoj svoje registrirane dejavnosti, ne sme pa ga razdeliti med svoje člane. Druge značilnosti neprofitne organizacije so odgovornost, zanesljivost, poštenost in odprtost do vsakega posameznika, ki je vložil čas, denar in zaupanje v organizacijo. 

## Poimenovanja
Zanje se pojavlja cela vrsta različnih poimenovanj. V angleščini so običajno označene kot nonprofit organizations, včasih pa kot not-for-profit organizations. Slovenski prevodi zajemajo različne sopomenke, ki se uporabljajo v ekonomskem jeziku: nedobičkonosne, neprofitne, nepridobitne, neodvisne, dobrodelne, volonterske, iz davkov izvzete in druge organizacije.  Glede na pravno ureditev teh organizacij, pa bi jih lahko imenovali še bolj natančno, kot organizacije, ki ne delijo dobička – not profit distributing organizations.
Vsem pojmom je skupno to, da so to organizacije, ki  niso ustanovljene izključno z namenom pridobivanja dobička ter premoženja ne delijo, prav tako ne delijo ustvarjenega dobička ali presežkov prihodkov nad odhodki oziroma jih delijo v omejenem obsegu, v skladu z zakonom. V tem pogledu so neprofitne organizacije enake socialnemu podjetništvu, katerega osnovni namen pa je zaposlovanje ranljivih skupin na trgu dela, s čimer dosegajo javni interes. 

## Neprofitne organizacije v Sloveniji
Kot povzema Šiftar, so neprofitne organizacije nastale ker sta sodobno gospodarstvo in država nezmožna zadovoljevati potrebe posameznikov po določenih storitvah. V Sloveniji je število neprofitnih organizacij začelo rasti v 90. Letih, ko so bile odpravljene nekatere formalne ovire in spremenjena organiziranost na nekaterih področjih in zunanjih vplivov, ki so povezani predvsem z upravljanjem podružnic mednarodnih organizacij.

### Vrste neprofitnih organizacij
Neprofitne organizacije v Sloveniji se delijo na državne, poldržavne in zasebne.
V Sloveniji na podlagi naslednjih zakonov: Zakon o zavodih, Zakon o društvih, Zakon o ustanovah, in še nekaterih drugih zakonov, ki urejajo različna področja gospodarske infrastrukture, spadajo v neprofitni sektor:
- vzgoja in izobraževanje,
- znanost,
- kultura,
- šport,
- zdravstvo,
- socialno varstvo,
- otroško varstvo,
- varstvo invalidov,
- socialno zavarovanje,
- določena področja pridobivanja javnih dobrin – energetika, promet in zveze, komunala, vodno gospodarstvo, gospodarjenje z drugimi vrstami naravnega bogastva, varstvo okolja: kjer je pridobivanje dobička podrejeno zadovoljevanju javnih potreb,
- druge dejavnosti, če cilj opravljanja dejavnosti ni pridobivanje dobička.

## Kultura v neprofitnih organizacijah
Organizacijska kultura je skupek vrednot, prepričanj in bazičnih predpostavk, ki pomagajo voditi in koordinirati vedenje članov organizacije. So vsi naučeni vzorci nezavednega načina razmišljanja, ki se odsevajo in utrjujejo z vedenjem. Organizacijska kultura zagotavlja stabilnost, spodbuja gotovost, ustvarja predvidljivost, saj je skupek rešitev za različne probleme, ki so konsistentno delovali; in nove člane pripravi in nauči »pravega« načina dojemanja, razmišljanja in doživljanja. Razvija se skozi čas, odvisna je tudi od preteklih izkušenj, ne samo od trenutnih vrednot, zaznav in prepričanj. Lahko bi rekli, da je organizacijska kultura vsota vsega, za kar ljudje v organizaciji verjamejo, da deluje, in za kar verjamejo, da ne deluje. Za neprofitne organizacije je zelo pomembno, kako ustvariti tako kulturo, ki bo spodbudila posameznike, da se bodo raje zaposlovali v takih organizacijah, v njih ostali in uspešno delali. Velikokrat imajo v neprofitnih organizacijah vlogo tudi prostovoljci, ki v organizaciji ostanejo, če imajo občutek, da je njihovo delo vredno in pomembno za druge, in če se v sami organizaciji dobro počutijo, so korektno obravnavani in se strinjajo z vrednotami, cilji, strategijami in prepričanji organizacije. 
V organizacijah, ki se ukvarjajo z zagotavljanjem storitev, pomoči in podpore v dobro družbi, so pomembni elementi kulture, ki jih je L. Marais opredelila v svoji dizertaciji (1998), in se kažejo skozi organizacijsko klimo:
- organizacijska struktura (vključuje, kako so zasnovana oz. opredeljena delovna mesta, kako potekajo procesi znotraj delovnih skupin, povezovanje znotraj same organizacije),
- vodenje (odprtost za spremembe, prepoznavanje prispevkov zaposlenih, samozaupanje vodje)
- človeški odnosi in funkcioniranje v skupini (konflikti, pritisk s strani nadrejenih in sodelavcev, izobraževanje in razvoj, izbira kadra, zadovoljstvo na delovnem mestu, predanost, zaupanje)
- vizija (jasnost vizije)
- načrtovanje (jasen, obširen in temeljit proces načrtovanja)
- komunikacija (odprtost, komunikacija med skupinami, povratna informacija)
- odločanje (dobijo primerne in ustrezne informacije pri odločanju)
- motivacija (nagrade, ugodnosti)
- rezultati (kvaliteta proizvodov oz. storitev, zadovoljstvo strank)

Na podlagi študij, ki so jih izvedli Hofstede s sodelavci (1990) ter Nevis s sodelavci (1995),  je L. Marais opredelila dimenzije organizacijske kulture:
1. Usmerjenost v proces vs. usmerjenost v rezultat
2. Usmerjenost k zaposlenim vs. usmerjenost k storitvam
3. Odprt vs. zaprt sistem
4. Ohlapen nadzor vs. visoka stopnja kontrole
5. Normativnost vs. pragmatičnost
6. Ozkoglednost vs. profesionalnost

### Motivacija
Word in Park (2015) sta preučevala motivacijo ljudi, ki se odločijo, da bodo delali v neprofitnem sektorju. Ključno vlogo pri tem naj bi imela intrinzična motivacija, poleg tega pa še organizacijska kultura, ki spodbuja usklajevanje dela z zasebnim življenjem, možnost napredovanja in stabilnost zaposlitve. Delodajalci v neprofitnih organizacijah imajo prednost pred drugimi v tem, da privlačijo ljudi z notranjo motivacijo. Taki ljudje so motivirani za delo v dobrobit drugega, imajo prepričanja, vrednote in stališča, ki gredo preko lastne koristi in koristi organizacije ter zadevajo širšo družbo in motivirajo posameznike, da delujejo vedno, ko je to potrebno in ne samo, kadar je to njihova naloga. Del notranje motivacije je tudi angažiranost in predanost delu. Posamezniki, ki se zaposlujejo v neprofitnih organizacijah, se v veliki meri ločijo od drugih po vrednotah, in sicer kaj jim je bolj pomembno, plača ali pomoč drugim. Vendar pa tudi v neprofitnih organizacijah ne gre zanemariti ekstrinzičnih nagrad, ki so prav tako pomembne za motivacijo zaposlenih. 

### Inovativnost
Neprofitne organizacije so odvisne od sredstev iz razpisov, na katerih morajo dosegati določene pogoje ter dosegati določene standarde. Iz tega vidika je inovativnost v takih organizacijah zelo pomembna, še bolj pa je ključna, da se organizacije na učinkovit in ustrezen način odzivajo na potrebe družbe, ki se na nekaterih področjih hitro spreminjajo, zato je potrebno tudi tovrstno prilagajanje programov in storitev. 
Pri preučevanju inovativnosti v organizaciji je potrebno upoštevati njene zaposlene. Njihova zaznava vrednot in pričakovanj je zelo pomembna pri procesu inovativnosti. Inovativnost je socialen proces, pri katerem je podajanje idej odvisno od stopnje vključenosti ostalih. Organizacijska kultura ima primarno vlogo pri motivirajočih aktivnostih, ki pripomorejo k reševanju problemov, in je pomembna za strukturo organizacije, vodenje in daje stabilnost sistemu. 
V študiji Jaskyte in Dressler (2005) so raziskovalci poskušali odkriti, kako sta povezani inovativnost in organizacijska kultura na vzorcu neprofitnih organizacij. Izkazalo se je, da naj bi bila inovativnost manjša pri tistih delovnih organizacijah, kjer so bile bolj izražene vrednote kot so stabilnost, varnost, nizka raven konfliktov, usmerjenost k pravilom in skupinskemu delu in sodelovanju. Višja stopnja inovativnosti se je pokazala pri organizacijah, ki so imele manj izražene kakršnekoli vrednote, pripravljene so bile eksperimentirati, hitro izkoristile vsako priložnost in so rade tvegale. V splošnem se je izkazala negativna povezanost med inovativnostjo in konsenzom v organizacijski kulturi. 
Veliko organizacijam pa je bolj kot inovativnost pomembno sodelovanje zaposlenih in kohezija med njimi, poudarjanje jasnih ciljev, nagrajevalni sistem in konsistentno podajanje povratne informacije. To pomaga, da zaposleni razvijejo lojalnost in predanost organizaciji, ne pripomore pa k inovativnosti.

### Transformacijsko vodenje
Organizacijska kultura je tesno povezana z zadovoljstvom pri delu. Za posameznikovo višje zadovoljstvo s svojim delom lahko vplivajo vodje tako, da spodbujajo inovativnost in pomagajo zaposlenemu izkazati njegove sposobnosti preko dela. Izkazalo se je, da je zadovoljstvo pri delu pozitivno povezano s transformacijskim načinom vodenja in učinkovitostjo zaposlenih ter uspešnostjo organizacije. Za transformacijsko vodenje je značilna (1) karizma, ki vzbuja močno zaupanje, navdihovanje, je dober zgled za druge v samozaupanju in prepoznavanju potreb drugih, (2) individualizirana obravnava, ki ustvarja kulturo in klimo, ki je usmerjena k razvoju posameznika, (3) intelektualna stimulacija, ki spodbuja kreativnost, inovativnost, pogled na problem z novega zornega kota, ter (4) jasna predstava vizije, ki je konkretna in jo zaposleni zlahka ponotranjijo. S takim načinom vodenja vodje dosežejo, da so zaposleni bolj kreativni in inovativni, izkažejo višjo uspešnost pri delu in so bolj zadovoljni s svojim delom, kar je še posebej pomembno za neprofitne organizacije.

### Velikost organizacije
V neprofitnih organizacijah se je za najboljši napovednik za inovativnost izkazala velikost organizacije. Ocena finančnega obsega organizacije se ni izkazala za pomemben napovednik inovativnosti, edina pomembna napovednika inovacij v študiji K. Jaskyte (2013) sta bila velik upravnega odbora ter starost organizacije. Mlajše organizacije z večjih upravnim odborom so težile k temu, da so izkazale več inovativnosti kot starejše organizacije z manjšim številom ljudi v odboru. Večji odbor pomeni bogatejši človeški kapital, širše mreže, različnejše in bolj raznolike spretnosti in sposobnosti in močnejše socialne povezave, zaradi česar vodje zagotavljajo dobre nasvete in predlagajo strateške in inovativne spremembe. Mlajše organizacije so bolj v stiku s časom in se bolj zavzemajo za ustvarjanje sistema in strukture za delovanje organizacije. 

### Evalvacija
Da se organizacije lahko učinkovito odzivajo na potrebe spreminjajočega se sveta in prilagodijo svoj program le-tem, je pomembno, da vključijo tudi evalvacijo lastnega dela. Organizacijska kultura je ustvarjena preko interakcij in komunikacije, zato je potrebno spremembe uvesti na teh dveh področjih. Vodje bi za spremembe v organizacijski kulturi morali analizirati hierarhijo v organizaciji, jo razdeliti v različne ravni in se z nekaj posamezniki s posamezne ravni pogovoriti o tem, kako oni interpretirajo in dojemajo organizacijsko strukturo, nato analizirati spremembe, ki so bile predlagane na vseh ravneh in jih vključiti v načrt spremembe kulture. Spremembe bi lahko dosegli tudi s povečanjem motivacije, in sicer tako, da bi pokazali zaupanje tistim, ki so inovativni, tako da jim to povejo in podpirajo njihovo kreativnost in ustvarjalnost. Sprememba organizacijske kulture in klime je zelo zahtevna, vendar se jo da doseči z izčrpno diagnostiko trenutnega stanja, uporabo pravih pripomočkov in primernim vlaganjem truda v spremembe.